# Liste de fondateurs et experts d'arts martiaux
Certains arts martiaux ne sont pas le résultat d'un travail de groupe, mais l'œuvre d'un seul homme, ou de quelques hommes. Ils sont appelés fondateurs. Souvent, ils étaient déjà excellents dans leur propre discipline, ce qui en fait également des pratiquants célèbres.
- Haut – A
- B
- C
- D
- E
- F
- G
- H
- I
- J
- K
- L
- M
- N
- O
- P
- Q
- R
- S
- T
- U
- V
- W
- X
- Y
- Z

## A
- Hiroyuki Aoki, élève de Shigeru Egami, est le fondateur du Shintaido.
- Minoru Akuzawa, est le fondateur de l'Aunkaï Bujustsu.
- Myla Al Messa, ou Tsing Dao, est la fondatrice du BoDao.

## B
- Bodhidharma, ou Da Mo, est le fondateur supposé des techniques ayant donné naissance au Wushu à Shaolin et au Karate-do.

## C
- Chen Wangting, est considéré comme le fondateur du Tai-chi style Chen.
- Choi Yong Sul, Fondateur Yu Kwon Sul et du Hapkido traditionnel, il aurait étudié le Daitōryū aikijūjutsu auprès de Takeda Sokaku.

## F

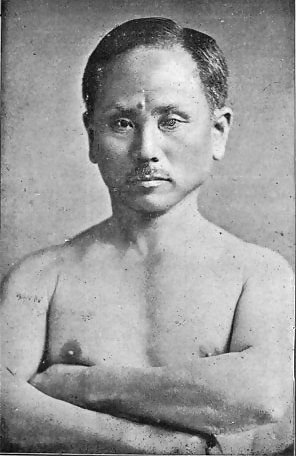
Funakoshi Gichin

- Gichin Funakoshi, élève de Anko Azato et de Anko Itosu, est le fondateur du karaté Shotokan.
- Alain Floquet, élève notamment de Maître Minoru Mochizuki, est le fondateur, en 1982, de l'Aïkibudo, art martial dont l'Aikido-Jujutsu du Yoseikan fut l'élément structurel fondamental.

## G

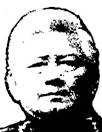
Maung Gyi dans les années 1990

- Maung Gyi, expert birman de Bando (Thaing). Émigré aux États-Unis en 1959, il modernise les pratiques martiales de Birmanie, pour en faire un système martial adapté à l’Occident. Il est reconnu pour être un des fondateurs du Full-contact et du kick-boxing américain.
- Guingois Alain, expert français ayant étudié le kung-fu, l'Aiki justusu (takeda ryu et hakko ryu), le Niten Ichi Ryu, le Gracie jujutsu puis a synthétisé ce savoir en fondant le Goshinkaï Jujutsu afin de proposer un Jujutsu moderne applicable en self-défense.

## H
- Roland Habersetzer, 9e dan de karaté-do et fondateur du style Tengu no michi.
- Hong Xiguan est considéré comme le fondateur du Hung-gar, art martial chinois.

## J
- Ji Han-Jae, 10e dan de Hapkido auquel il a apporté de nombreuses techniques (on peut le considérer comme le fondateur du Hapkido moderne), et fondateur du Sin Moo Hapkido. Il a également pratiqué le Yu Kwon Sul, ainsi que le Samrangdo et le Taekkyon.
- Jung Merril, 10e dan de Sin Moo Hapkido, premier élève de Ji Han-Jae dans cet art. Il a également pratiqué le Hapkido

## K

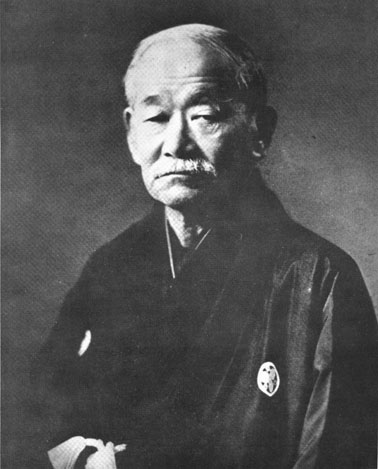
Jigoro Kano

- Jigoro Kano, fondateur du judo. Kano désire adapter le Ju-jutsu à la nouvelle ère. Le Ju-jutsu est une technique de combat à mains nues utilisée par les samouraïs sur le champ de bataille : sa seule vocation est de mettre, vite et bien, un attaquant hors d'état de nuire. Kano cherche à le transformer en un moyen d'éducation du corps et de l'esprit « adapté à l'éducation de toute une nation ». Il renomme sa discipline de Ju-Jutsu (technique/art de la souplesse) à Ju-do (Voie de la souplesse), et fonde ainsi ce qui est probablement le premier Budo moderne. D'autres maîtres suivront en effet son exemple, transformant leur art de « technique » en « Voie ».
- Mikinosuke Kawaishi, 10e dan de Judo, il en fut le pionnier en France en y créant le premier club, le jujitsu club France.

## L
- Bruce Lee était un acteur et artiste martial d'origine chinoise. Pratiquant le Wing Chun, un style de kung fu qui vient du sud de la Chine, il s'est fait remarquer par ses nombreuses victoires aux combats de full-contact illégaux, puis dans de nombreux films. Il développa le Jeet kune do à partir de nombreux arts martiaux asiatiques et européens.
- Maître Lao Siu LEUNG un des fondateurs du Pak Mei qui est un style de kung fu qui vient de Foshan.

## M
- Kenwa Mabuni, élève de Kanryo Higashionna puis de Seisho Arakaki et de Anko Itosu, est le fondateur du karaté Shito-ryu.
- Roland Jean Maroteaux, élève de Gozo Shioda, de Koich Tohei,de Ryuho Okuyama, de Henry Plée et principalement de Hisashi Nakamura est un budoka shihan d'Hakko-ryu Hanshi de takeda ryu, il est fondateur du Takeda ryu maroto-ha il est aussi docteur en philosophie.
- Chojun Miyagi, élève de Kanryo Higashionna, est le fondateur du karaté Goju-ryu....
- Minoru Mochizuki, 10e dan et élève direct de Morihei Ueshiba (fondateur de l'Aïkido) et de Jigoro Kano (fondateur du judo). Il fonda l'école Yoseikan et reçu le titre de Meijin par l'IMAF.
- Hiroo Mochizuki, 10e dan FFK, est le fondateur du Yoseikan Budo, fusion de plusieurs arts martiaux dont le judo, l'aikido et le karaté. Basé sur ce qui relie tous les arts martiaux : le mouvement ondulatoire.
- Miyamoto Musashi était un des plus grands épéiste japonais. Il fonda plusieurs écoles, et développa l'art des deux sabres, katana et wakizashi (Nitto), technique aujourd'hui transmise par la Hyoho Niten Ichi Ryu. Il est dit qu'il n'essuya qu'un seul échec au cours de ses 61 combats. Il est l'auteur du Livre des cinq anneaux (gō rin no sho, aussi appelé Livre des cinq roues) qui retrace sa vie et sa pensée philosophique.
- Ken MacKenzie, 10e dan de Sin Moo Hapkido, organisateur des grands événements internationaux de cet art. Il est également instructeur en Taekwondo....

## N
- Masamichi Noro, élève direct de Ueshiba Morihei (fondateur de l'Aïkido) et fondateur du Kinomichi
- Nguyễn Lộc, fondateur du Vovinam Viet Vo Dao
- Yoshinao Nanbu, fondateur des styles sankukai puis nanbudo.....

## O
- Maître Ofir, Fondateur du HAGANA SYSTEM, Méthode de self-défense reconnue pour son efficacité et son pragmatisme.Il est également expert en Krav-Maga.
- Hironori Ōtsuka, maître de Yoshin ryu (variante "Shindo") (style de ju jutsu) qu'il étudia avec Shinzaburo Nakayama, puis de Gichin Funakoshi est le fondateur du karaté Wado-ryu.
- Masutatsu Ōyama a fondé l'école de Karaté du Kyokushinkai, un karaté de full-contact, qui met l'accent sur l'efficacité en combat réel.Dans cette école, les étudiants aussi bien que l'enseignant prennent part aux combats. À la différence des autres styles de karaté, le kyokushin, en règle générale, n'autorise pas le port d'une protection lors des combats. Les coups sont portés avec une force maximale.

## P
- Pham Xuân Tong, fondateur du Qwan Ki Do (art martial sino-vietnamien). Élève de Maître Chau Quan Ky, ce dernier le désignera comme héritier testamentaire de son style de Chine du Sud : le WoMei.
- Claude Pouget, fondateur, le 11 juin 2020, du Muneguda (Monaco Defense Art), art martial, art de défense et sport de combat monégasque. site officiel : www.muneguda.com

## S

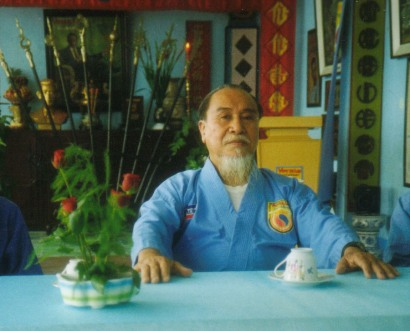
Maître Lê Sáng

- Lê Sáng, Maître Patriarche du Vovinam Viet Vo Dao pendant 50 ans, de la mort du Maître fondateur en 1960 à son décès en 2010.
- Dan Schwarz, né en 1946, promoteur du kung fu et du tai-chi chuan en France. Ancien champion du monde, entraineur et capitaine de l'équipe de France ; ancien Président du Comité National de Kung Fu Wushu et directeur technique national.
- Sun Lutang, né vers 1861 à Baoding (Chine) et mort en 1933, de son vrai nom Sun Fuquan, est un maître d'arts martiaux chinois. Il est le fondateur du Tai-chi style Sun.
- Steenis Laurent (Steenis Sensei) né le 18 mai 1968, avant tout Pédagogue (Maitre des écoles) et chercheur en Arts Martiaux. Concepteur de différentes démarches et d'outils permettant à tous de progresser dans la pratique de leur art. Il œuvre pour "La grande voie", celle que tout le monde peut emprunter et pas seulement l'élite douée de base.Une formation qui s'adapte au pratiquant plutôt qu'un "moule" dans lequel il faut entrer.Issu (dans les années 80) du Nihon-Jitsu (IMAF G.Califice-Minoru Mochizuki), il étudiera l'Hakko Ryu (avec Mtr Okuyama), l'Aiki Goshin Do, le Shito Ryu, le Shotokan,le wado Ryu avant de rejoindre Mtr Hiroo Mochizuki (en 1985) qu'il suit toujours actuellement. Il rencontre GMaitre Angelo Baldissone en 2006 et il en resulte un échange et une amitié sincère. Il représente officiellement la FKA (Filipino Kyusho Association) en Belgique. Il est 6e Dan en Filipino Kyusho, 5e Dan en Yoseikan Budo WYF, 5e Dan Karaté Goshin Jitsu FFKAMA-AFAMA-WUKO, Directeur technique Représentant l'Arnis Abaniko Tres Puntas (GM René Tongson) en Belgique, Référent Technique Yoseikan Budo au sein de l'UBY (Union Belge de Yoseikan-Budo), Directeur Technique Yoseikan Budo au sein de L'AFAMA-FFKAMA (Belgique). Il fut Deux fois champion de Belgique et une fois vice-champion de Belgique en Yoseikan Budo.
- Stéfanini D. fondateur de l'art martial agile.

## T
- Nobuyoshi Tamura est un pratiquant d'art martial japonais, spécialisée dans l'aïkido. Élève direct du fondateur de l'aïkido, il a une connaissance très fine de l'art que pratiquait Morihei Ueshiba. Il dispose actuellement du 8e dan de l'Aikikai de Tokyo. Il est décédé en 2010.
- Ba Than (Gyi), dans les années 1940-50 avec un groupe de neuf experts, effectue une compilation des arts martiaux traditionnels de Birmanie, pour en faire un nouvel ensemble que l'on nomme Hanthawaddy-thaing (ou Bando d'Hanthawaddy).
- Tacchi Nicolas, 9e dan de Sin Moo Hapkido, instructeur de Sundo, ancien instructeur de Taekwondo et de Kobudō, il est la plus haute autorité française du Sin Moo Hapkido.
- Takeda Sokaku, héritier d'une grande dynastie de samouraï, était un grand maître de Daitōryū aikijūjutsu, l'ancêtre de l'Aïkido et du Hapkido, qu'il a modernisé et codifié au XIXe siècle.
- Toshishiro Obata est le fondateur du shinkendo, qui signifie : La vraie voie du sabre. Maître Obata est né au Japon vit présentement en Californie.

## U
- Kambun Uechi né le 5 mai 1877 en Okinawa, est le fondateur du style de karate Okinawaïen Uechi Ryu qu'il fonda de retour à Okinawa après avoir appris en Chine, un style de boxe chinoise : pangainoon
- Morihei Ueshiba, souvent appelé O Sensei (grand-maître, mais dans un sens très poli et respectueux), est le fondateur de l'aïkido. Lui-même excellent pratiquant de Jodo et de Daitōryū aikijūjutsu, il développa et popularisa la philosophie de l'aïki.
- Moriteru Ueshiba (né en 1951) : petit-fils du fondateur de l'aïkido, il fait partie de la troisième génération de la dynastie et est l'héritier de la direction d'Aikido World. À la mort de son père en 1969, il est devenu doshu, le titre héréditaire donné au dirigeant d'Aikido World. La même année, il a été nommé président à vie de l'International Aikido Fédération. Expert extrêmement gracieux et professeur exigeant, doshu Moriteru a promis de protéger l'héritage et l'essence spirituelle de l'aïkido.

## W
- Wu Ch'uan-yu né en 1834 et mort en 1902, est un célèbre maitre de Tai-chi-chuan. Il est considéré comme le fondateur du Tai-chi style Wu.
- Wu Yuxiang, né en 1812 et mort en 1880, est un maître de Tai-chi-chuan et un fonctionnaire chinois de la dynastie Qing. Il est considéré comme le fondateur du Tai-chi style Wu/Hao.

## Y
- Yang Luchan, (1799-1872), est le fondateur du Tai chi chuan style Yang.

## Z
- Zhang Guangde créateur du Daoyin yangsheng gong

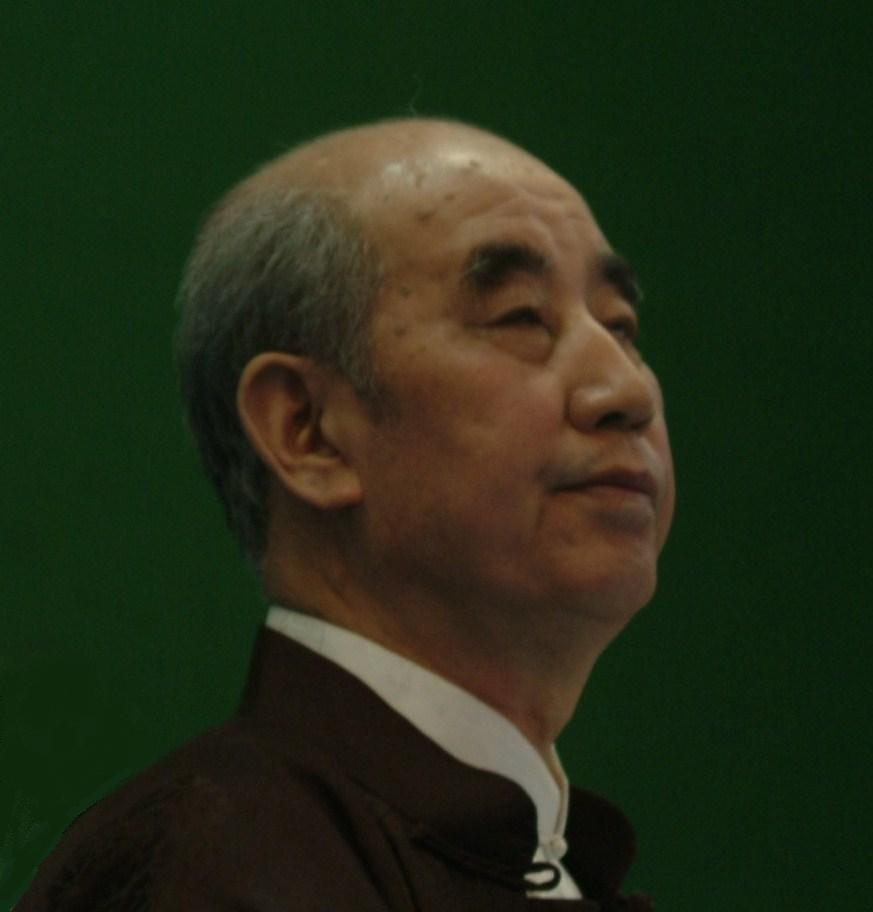
Professeur Zhang Guangde.

- Ziegler Jürg : 10e dan de Sin Moo Hapkido, responsable de cet art pour l'Europe et le Moyen-Orient. Il est également un Grand Maître de Kung Fu et d'arts martiaux philippins